# Ейрік II (король Норвегії)
Ейрік II також Ейрік Магнуссон (давньоскан. Eirik Magnusson, 1268–1299) — король Норвегії з 1280 до 1299 року.

## Життєпис
Син Магнуса VI, короля Норвегії, та Інгеборги Естрідсен. Ще за правління батька у 1273 році коронований у Бергені. Втім це не надавало якоїсь влади, а лише закріплювала спадковість влади у майбутньому.
Лише після смерті батька у 1280 році Ейрік стає повноцінним королем. Проте у перші роки його володарювання фактично керували справами королівства члени малої королівської ради — Конгсрату. З часом й Ейрік II долучився до управління Норвегією та її володіннями. Загалом він продовжував політику Магнуса VI, підтримуючи дружні стосунки з Шотландією, Англією, Швецією та Данією.
У 1281 році були доповненні законодавчі положення для Ісландії.
Були влаштовані вдалі шлюби з представниками шотландських династій. Тільки в посаг за Маргарет, свою першу дружину, Ейрік II отримав 14 тисяч стерлінгів марок.
Але на відміну від батька Ейрік II вирішив суттєво обмежити права та привілеї духівництва, для чого вступив з ним у відкритий конфлікт, зокрема архієпископом Йоном Раудом. Також було заборонено вивезення срібла за межі країни, яке до цього здійснювали священики для підтримки святих місць у Палестині. За це короля прозвали «ненависник священиків». Після смерті у 1283 році архієпископа Йона спротив церкви послабшав, а у 1290 році було укладено новий конкордат, за яким права та привілеї церкви значно зменшувалися.
За його правління продовжує посилюватися вплив німецьких купців у найважливіших містах країни, особливо у Бергені. Наприкінці 1280-х років Ейрік спробував змінити політики щодо ганзейських міст, позбавивши їх привілеїв. Втім ця спроба виявилася невдалою. Зрештою було укладено мир з Ганзою, згідно з яким німецькі торгівці зрівнювалися у правах з норвезькими, але не мали права торгувати всередині країни.
У 1289—1295 Ейрік II вирішив втрутитися у суперечки всередині Данського королівства. За цей час він здійснив чотири великих військових кампанії, головною метою яких було закріплення у протоці Зунд та на узбережжі галланд. Врешті-решт 1298 року було укладено мир, за яким данські аристократи, яких підтримував Ейрік II, отримали реабілітацію, але Ейрік не зміг розширити свої володіння та привілеї за рахунок Данії. Водночас Норвегія повинна була компенсувати втрати Ганзи та Данії у цій війні. Такі дії значно погіршили економічний стан країни.
15 липня 1299 року Ейрік II помер у Бергені.

## Родина
1 Дружина — Маргарет (1261—1283), донька Олександра III Данкельда, короля Шотландії.
Діти:
- Маргарет (1283—1290)

2 Дружина — Ізабела (1272—1358), донька Роберта Брюса, графа Карріка
Діти:
- Інгеборга (1297—1357), дружина Вальдемара Фолькунга, герцога Фінляндського